# داتم
داتم (انگلیسی: DATEM؛ استر تارتاریک اسید دی‌استیل مونوگلیسرید و دی‌گلیسرید، یا E472e) یک امولسیفایر است که در درجهٔ اول در فرایند پخت برای قوت بخشیدن به شبکهٔ گلوتن موجود در خمیر کاربرد دارد. این ماده به‌منظور کاهش بیاتی و بهبود خواص فیزیکی نان بربری ترکیبی به‌کار می‌رود. از این ماده همچنین در تولید بیسکویت، مکمل‌های قهوه، بستنی و چاشنی‌های سالاد استفاده می‌شود.